# Mount Leland
Mount Leland ist ein felsiger Berggipfel im ostantarktischen Viktorialand. Er ragt 1,5 km westlich des Oberen Victoria-Gletschers auf.
Das Advisory Committee on Antarctic Names benannte ihn 1976 nach Bainbridge B. Leland (1921–2011), Kapitän des Eisbrechers USCG Burton Island bei der Operation Deep Freeze der Jahre 1968 und 1969.